# Promoção de saúde bucal
A Promoção da saúde bucal, no seu sentido mais amplo, e talvez o mais apropriado, é uma ação global objetivando a melhoria na qualidade de vida das pessoas com foco na odontologia. Saúde bucal é só uma pequena parte de todo. Da mesma forma, pode-se considerar que a prevenção específica ou o tratamento de qualquer doença constituem outras parcelas deste novo e amplo movimento.

## Conceito
Promoção da saúde é uma mudança paradigmática na qual se sugere que para uma pessoa ser saudável a ausência de uma doença não é suficiente e nem necessário. Na verdade, um estado saudável, não é assegurado pela ausência de doenças, podendo até mesmo ser compatível com um certo nível de doença. Essa ideia representa um afastamento muito grande do modelo médico clássico, fundamentado essencialmente na presença ou não de doença.
Saúde e doença são determinadas por fatores sociais, econômicos e psicológicos, sendo pouco influenciados por serviços médicos, ou mesmo por medidas efetivas de saúde pública. Mais importante é a incorporação das preocupações com a saúde nas discussões e implementações de políticas macro e nível local, tais como decisões nas áreas econômicas e política.

### Princípios
Os cinco princípios da promoção da saúde, definidos pela Organização Mundial da Saúde na Ottawa Chapter for health Promotion, são:
- desenvolvimento de habilidades pessoais;
- ação comunitária; política pública saudável;
- existência de um ambiente de apoio adequado (supportive environment);
- reorientação dos serviços de saúde, dentro do que se pode considerar como sendo a nova saúde pública, na qual a saúde é cada vez mais buscada por meio das atividades de agências outras que não o serviço médico, como por exemplo, à escola, o local de trabalho, o comércio e a indústria, a mídia.

É importante que cirurgiões-dentistas e médicos se familiarizem com essa grande mudança no modelo de melhora da saúde para que sejam capazes de ver seus papéis numa melhor perspectiva e, assim definir metas mais apropriadas para os cuidados clínicos.

## Histórico
A origem da nova saúde pública, ou novo movimento da promoção de saúde, está no movimento de saúde pública do século XIX. Em 1875, o Ato de Saúde Pública (Public Health Act) levou à melhoria no fornecimento de água, disposição de esgoto e sacrifício de animais. Essas medidas foram tomadas numa tentativa de prevenir doenças que resultam do acúmulo exagerado de pessoas e condições sanitárias deficientes nas cidades industriais recém-criadas.
o termo promoção de saúde foi usado pela primeira vez por Mark Lalonde, Ministro da Saúde e Bem-estar do Canadá. No famoso documento A New Perspetive on the Health of Canadians, ele argumentou que as principais causas de morte e doenças não são as características biológicas, mas o meio ambiente e o comportamento dos indivíduos (estilo de vida).
A OMS também começou a contribuir para o desenvolvimento do novo movimento de promoção da saúde, sugerindo que esta deveria basear-se num modelo socioecológico, objetivando o desenvolvimento de estilos de vida saudáveis.
Enquanto a meta na educação em saúde é tornar os indivíduos internamente melhor equipados para que possam fazer escolhas mais saudáveis, a promoção de saúde tenta fazer com que as escolhas mais saudáveis tornem-se escolhas mais fáceis.

## Níveis de prevenção
Tradicionalmente, a prevenção das doenças bucais tem sido equacionada em três níveis.
1. prevenção primária, relacionada à iniciação da doença;
2. prevenção secundária, quando se trata de impedir a progressão e recorrência da doença;
3. prevenção terciária, no momento em que se procura evitar a perda de função.

Em relação à cárie dentária, em geral a prevenção primária é entendida como sendo principalmente a Fluoretação; prevenção secundária como o diagnóstico precoce e intervenção nas lesões, e terciária as próteses. Entre os níveis secundário e terciário são melhor definidos como estratégias de tratamento, constituindo-se em medidas predominantes paliativas e que devem ser vistas como tal, de acordo com seus próprios méritos.
A inadequação dessa classificação está em que ela de fato não prioriza a prevenção primária, ademais de ser considerada insatisfatória também no campo da promoção da saúde.

## Promoção direcionada à cárie

### Frequência e prevalência de cárie
A prevalência ou a frequência de cárie dá o número total de dentes ou superfícies dentárias cariadas em uma população, independente de terem recebido tratamento ou não. Nos levantamentos epidemiológicos de cárie dentária o índice recomendável é o CPOD. CPOD, o exame é visual, feito com sonda ( apenas para remoção de resíduos, testar a adequação marginal de restaurações ou verificar consistência de cárie). Pode se complementar o exame com espelho e sonda com o exame radiográfico quando o grupo é pequeno e a finalidade é pesquisa. 
Nos estudos sobre prevalência, porcentagem de pessoas com cáries em uma população é muitas vezes usada, e outras a porcentagem de dentes ou superfícies cariadas.
De modo a determinar se a prevalência de cárie em uma pessoa está de acordo com o valor esperado,  uma comparação deve ser feita com dados de estudos sobre população da mesmas condições étnicas e socioeconômicas.

### Paciente de risco
Um paciente de risco é uma pessoa com potencial alto para contrair uma doença devido a condições genéticas, ou ambientais. Uma pessoa ou um grupo de pessoas com um alto risco de cárie dentária será mais facilmente afetado. (Ver: Genética, Ambiente.)

### Tratamento preventivo de cárie
O tratamento preventivo na promoção de saúde bucal objetiva a redução do risco da doença ou a sua recidiva. Por exemplo a extração de um dente, de modo a reduzir a retenção alimentar, e o risco de cárie é um tratamento preventivo. Por outro lado, a instrução de higiene bucal e a prescrição de bochechos com flúor para pacientes que não têm cárie são medidas preventivas ou chamadas simplesmente de prevenção.

### Outras consultas
- Promoção de saúde bucal na clínica odontológica; Yvonne Aparecida de Paiva Buischi; Artes Médicas; 2000
- Levantamento epidemiológico em saúde bucal; Ministério da Saúde. Centro de Documentação, Brazil, Fundação Serviços de Saúde Pública; Centro de Documentação do Ministério de Saúde, 1988.
- Promoção de saúde bucal em odontopediatria; Paulo Floriani Kramer, Ana Regina Romano, Carlos Alberto Feldens, Rui Vicente Oppermann; Artes Médicas; 1997.

### Notícia
- «Programa de Saúde Bucal atende mais de 2 mil alunos da rede municipal em Santa Gertrudes»
- «Profissionais da Equipe de Saúde Bucal representam Tangará em Mostra Nacional»

### Foto
- «Palestra aos professores do Ensino Fundamental I sobre a importância da prevenção da saúde bucal»
- «Promodonto:Saúde Bucal se aprende brincando!»
- «Semana da Saúde Bucal - 2005»